# Барселонська конвенція
Барсело́нська конве́нція 1921 — конвенція, що визначила правовий режим водних судноплавних шляхів, які перетинають або відокремлюють територію різних держав і сполучаються з морем. Вона діє і відносно водних шляхів внутрідержавного значення, якщо в міжнародних угодах або постановах відповідних держав є вказівки про її застосування.
Барселонська конвенція створює можливість безконтрольного панування на міжнародних водних шляхах, що призводить до порушення суверенітету прибережних країн. 